# Survivors' Staircase

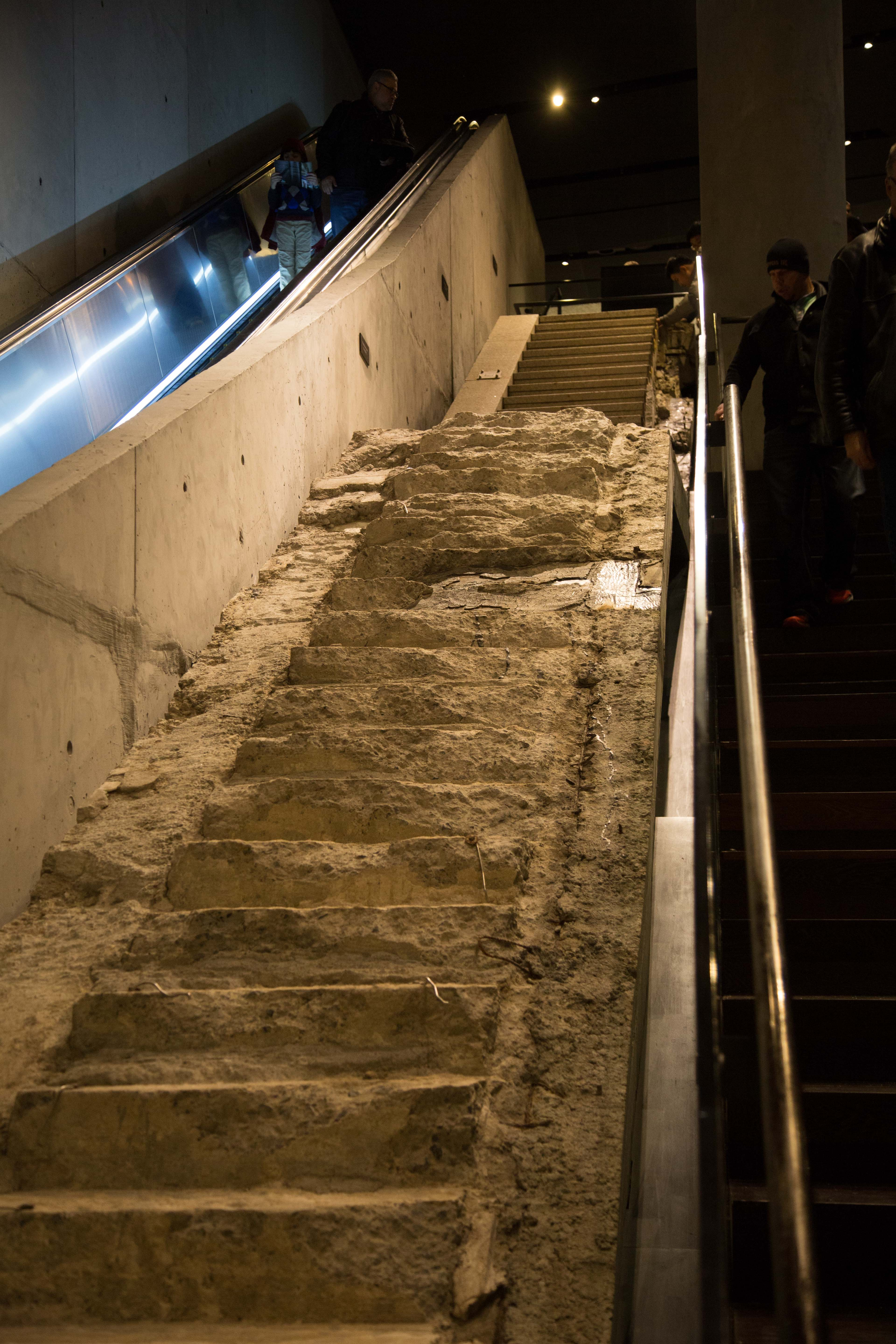
Survivor's Staircase au sein du Mémorial du 11 Septembre, 2015.

Le Survivors' Staircase ou Escalier des Survivants fut la seule structure située au-dessus de Ground zero à ne pas s'effondrer lors des attentats du 11 septembre 2001. Elle consistait à la base en deux volées d'escaliers recouverts de granite et un escalator qui reliait Vesey Street à la Austin J. Tobin Plaza du World Trade Center. Au cours des attentats, les escaliers permirent à des dizaines de personnes d'évacuer le 5 World Trade Center, un bâtiment de neuf étages situé à proximité des tours jumelles. Les escaliers servaient également d'entrée à la station WTC Cortlandt (nommée à l'époque Cortlandt Street) du métro de New York qui fut endommagée lors des attentats et rouvrit le 8 septembre 2018.
Il a été placé le 11 mai 2006 sur la liste America's Most Endangered Places (en) par le National Trust for Historic Preservation.